# Gare de Carvin
La gare de Carvin, également appelée Carvin-Ville (à l'époque de cette dénomination il existe une gare de Carvin-Libercourt devenue la gare de Libercourt), est une gare ferroviaire française de la ligne d'Hénin-Beaumont à Bauvin - Provin, située sur le territoire de la commune de Carvin, dans le département du Pas-de-Calais, en région Hauts-de-France.

## Situation ferroviaire
La gare de Carvin est située au point kilométrique (PK) 229,000 de la ligne d'Hénin-Beaumont à Bauvin - Provin.
Elle est à présent désaffectée.

## Histoire

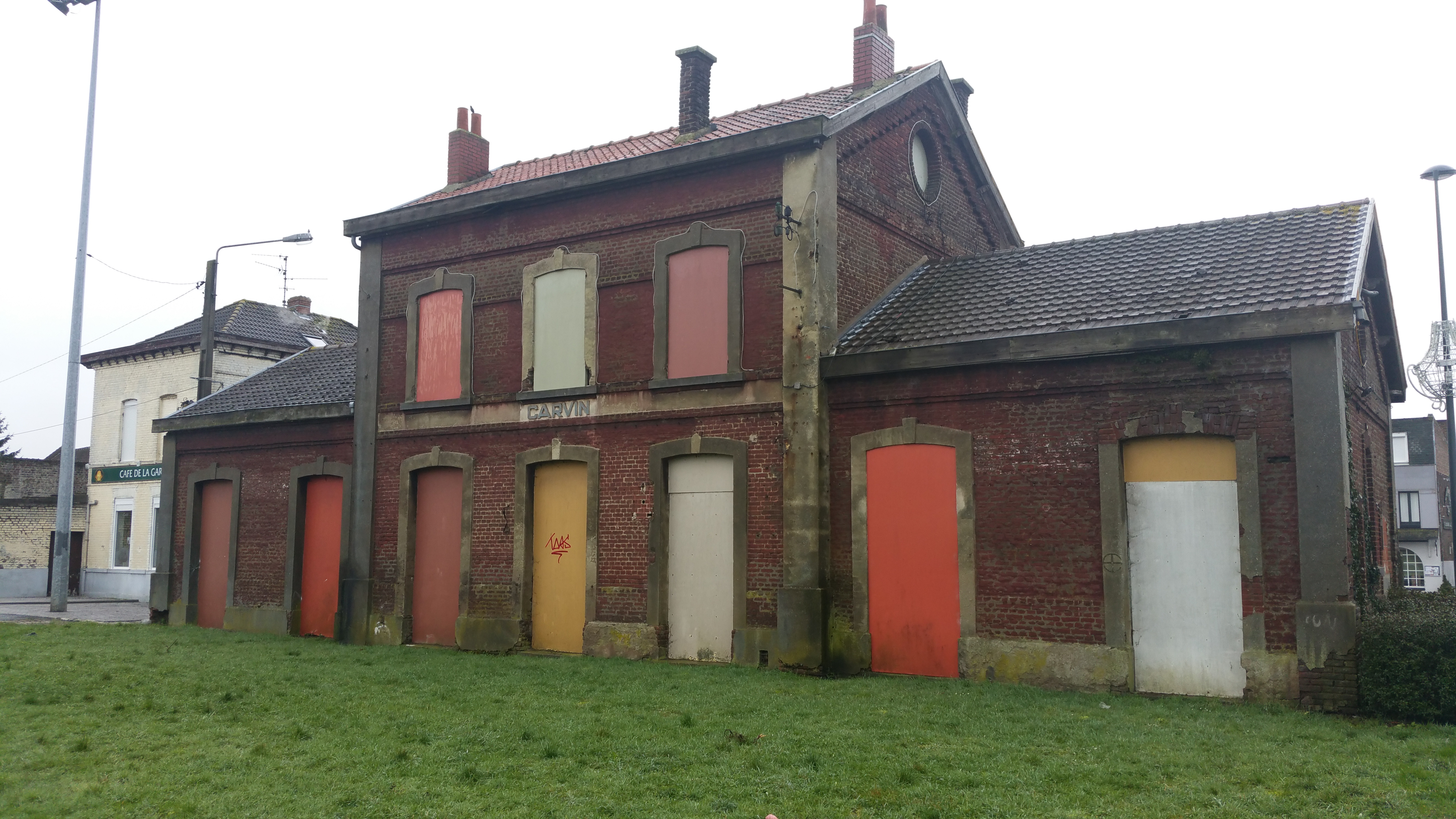
L'ancien bâtiment voyageurs en 2016.

La compagnie des mines de Carvin souhaite en 1861 relier ses fosses à la gare de Carvin et par cette gare à la ligne de Paris-Nord à Lille. Un décret du 7 octobre 1863 valide cette demande sous réserve de développer un service jusque Carvin-Ville. Ces travaux sont réalisés par la Compagnie des chemins de fer du Nord, la ligne est ouverte le 15 juin 1864 et la gare de Carvin originelle est renommée Carvin-Libercourt. Cette ligne entre les deux gares de Carvin appartient à la compagnie des mines, son exploitation étant assurée par la Compagnie du Nord. En 1882, la gare de Carvin-ville accueille 38833 voyageurs.
L'existence de deux gares comportant le nom de « Carvin » devient source de confusions. Le nom « Libercourt » étant régulièrement oublié, fait que les marchandises destinées à cette gare étaient en réalité amenées en gare de Carvin, ce qui lèse les industriels concernés. Lors de la séance du 21 août 1883, Monsieur De Clercq propose au conseil général du Pas-de-Calais le vœu de renommer la gare en « gare de Libercourt-Carvin ». La gare est finalement renommée en « Libercourt ».
Le dernier aller-retour de voyageurs de la navette Carvin - Libercourt a lieu le 8 janvier 1950. La création de l'autoroute A1 interrompt la liaison. Cette liaison était assurée par un train benzo-électrique. 